# Discoclaoxylon hexandrum
Discoclaoxylon hexandrum är en törelväxtart som först beskrevs av Johannes Müller Argoviensis, och fick sitt nu gällande namn av Ferdinand Albin Pax och Käthe Hoffmann. Discoclaoxylon hexandrum ingår i släktet Discoclaoxylon och familjen törelväxter. Inga underarter finns listade i Catalogue of Life.